# 侯樹森
侯樹森（こう じゅしん、1950年 - ）は、中華人民共和国解放軍の軍人、中国解放軍中将。

## 概要
1950年遼寧省阜新モンゴル族自治県生まれ。吉林大学卒業。瀋陽軍区参謀長などを歴任し、副総参謀長に抜擢された。異例とも言うべき抜擢により、軍の人心掌握を行う意図があり、さらにはその背景に江沢民派と胡錦濤派の熾烈な権力闘争があるとの記事も報じられている。

## 来歴
- 1999年 少将に昇進
- 2007年 中将に昇進
- 2009年7月 副総参謀長に抜擢